# 피터 입던

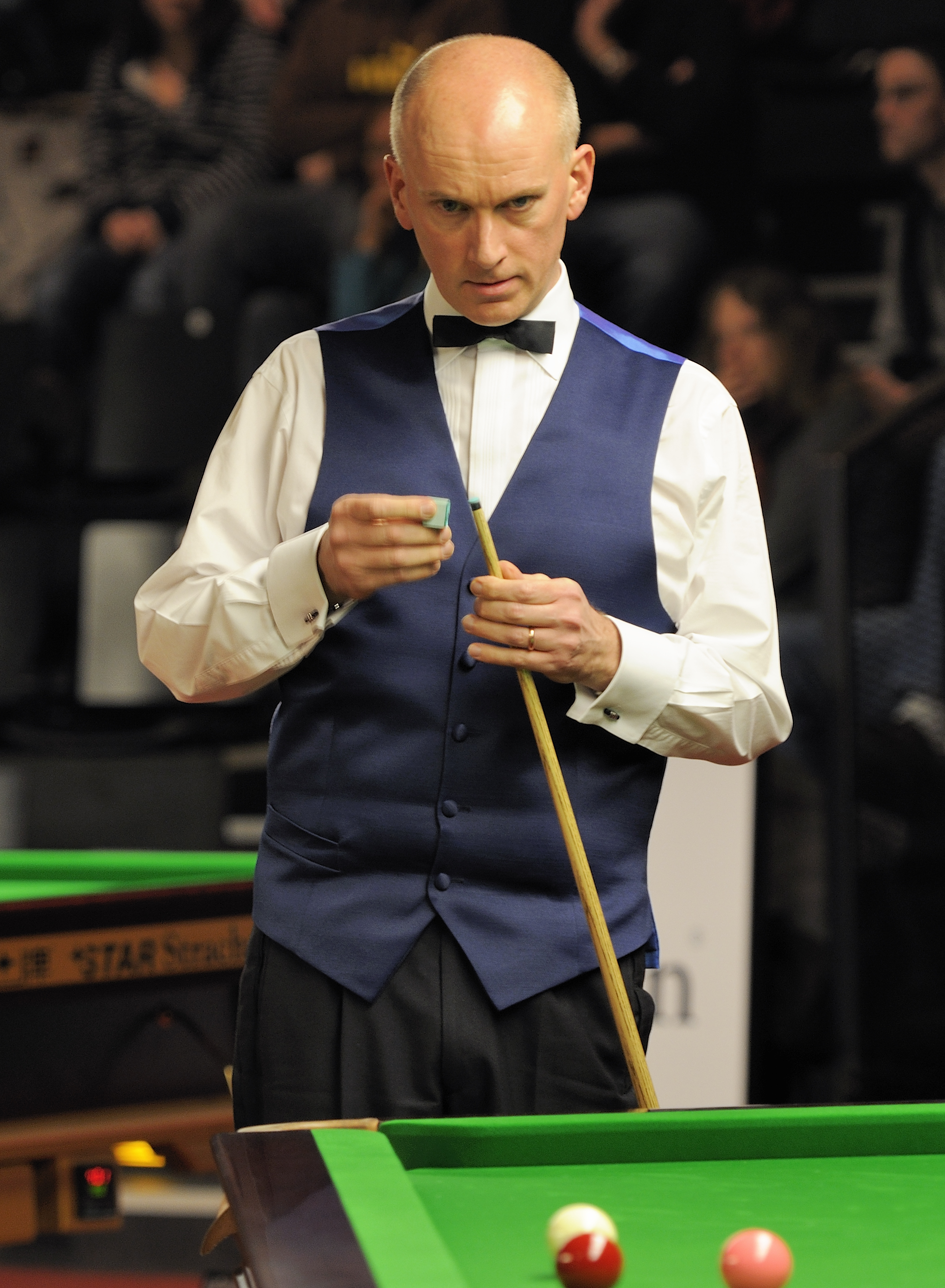
피터 입던

피터 입던(영어: Peter Ebdon, 1970년 8월 27일 ~ )은 잉글랜드의 스누커 선수이다.